# 李曉松
李 曉松（リ・ヒョソン、이효송、Hyo Song Lee、2008年11月11日 - ）は、大韓民国出身の女子プロゴルファー。日本女子プロゴルフ協会（JLPGA）での登録名は「イ・ヒョソン」。

## 経歴
- 大韓民国慶尚南道昌原市出身。
- 9歳の頃、ゴルフ好きの祖父が練習場へ行くのに一緒について行ったことがきっかけとなり、ゴルフを始める[1]。
- 馬山第一女子中學校（朝鮮語版）に進学すると、中学2年及び3年で「大韓民国女子アマチュアゴルフ選手権」を2年連続優勝する壮挙を成し遂げる[2][3]。
- 中学年代から大韓民国国家代表常備軍に選抜され、数々の国際大会に出場。2023年秋からは大韓民国国家代表正規軍に昇格した。
- 2024年に入るとニュージーランドで開催された「クィーンシリキットカップアジア太平洋女子招待ゴルフチーム選手権」に大韓民国国家代表軍のメンバーとして出場し、団体戦で優勝を飾ると共に個人戦で3位に入賞する活躍を見せる[4][5]。
- 2024年4月に馬山第一女子高等學校（朝鮮語版）に進学。その直後に開催された「第21回ネイバーズトロフィーチーム選手権」（大韓民国・原州市／Seongmunan Country Club）では団体戦及び個人戦で優勝した[6]。
- 2024年5月、日本女子プロゴルフ協会（JLPGA）が主催する公式戦トーナメント「ワールドレディスチャンピオンシップ」（日本國茨城県／茨城ゴルフ倶楽部）に大韓民国女子アマチュア選手権者として招待されて出場し、首位から7打差でスタートした最終日において-5アンダーをマークし、最終18番ホールでのイーグルで-8アンダーでホールアウトして首位に立ち、後続が追いつけず鮮やかな逆転優勝を飾った[1][7][8][9]。
- 李曉松はワールドレディスチャンピオンシップ最終日に出場した時点で15歳176日という若さであり、これは日本女子ツアーの最年少優勝記録[注 1]及び最年少メジャー優勝記録[注 2]を更新したのみならず、男子ツアーに目を向けても石川遼（カシオ計算機）が杉並学院高等学校時代に達成した15歳245日のツアー最年少優勝記録をも更新する日本ゴルフ界のアンタッチャブルレコードを一度に更新する壮挙ともなった[7][10]。
- なお、李曉松はこの優勝によりJLPGAにツアープロフェッショナル競技者として登録する権利を得たが、大韓民国ではプロフェッショナル競技者登録が認められるのが18歳以上からとなっているため、母国の規定に則った高等学校卒業後のプロ転向を見据えていることを示唆していたが[1]、2024年7月23日付けで、日本女子プロゴルフ協会（JLPGA）への入会申請が理事会で承認されたと発表[11]。登録名を「イ・ヒョソン」とし、今季から本格参戦する意向で、ビザ取得などの手続きの関係により、プロデビュー戦は早くとも9月以降となる見込みであるが、2016年の畑岡奈紗の17歳を更新するツアー最年少でのプロ転向となる[11]。

## トーナメント優勝

### ツアー優勝

#### JLPGAツアー（1）
| No. | Date           | Tournament                         | 優勝スコア            | 2位との差 | 2位（タイ） |
| --- | -------------- | ---------------------------------- | --------------------- | --------- | ----------- |
| 1   | 2024年5月2-5日 | ワールドレディスチャンピオンシップ | −8（75-69-69-67=280） | 1打差     | 佐久間朱莉  |